# زبان اشاره فنلاندی
زبان اشاره فنلاندی زبان اشاره‌ای است که توسط ناشنوایان و کم شنوایان در فنلاند استفاده می‌شود.